# Röhrigshof (Bad Salzungen)
Röhrigshof ist ein Gehöft am Rand der Ortslage von Oberrohn, er gehört zur Stadt Bad Salzungen im Wartburgkreis in Thüringen.

## Lage
Der Röhrigshof ist über die Kreisstraße 98 erreichbar und liegt östlich von Tiefenort nordöstlich anliegend an Oberrohn. Die geographische Höhe des Ortes beträgt 265 m ü. NN.

## Geschichte
Der Röhrigshof wurde am 6. Dezember 1312 erstmals urkundlich erwähnt. Die beiden Röhrigshöfe – man unterschied in einen Unteren und einen Oberen Röhrigshof – sind durch die Erweiterung der Ortslage mit Oberrohn verschmolzen. Der Untere Röhrigshof bestand Mitte des 19. Jahrhunderts aus fünf Wohnhäusern und hatte 44 Einwohner. Am Ortsrand bestand eine bedeutende Ziegelei. Der Obere Hof oder Großer Röhrigshof bildete 1312 den Hauptort des Hofsiedlungsverbandes und wurde in den Frankensteiner Urkunden als Dorf (villa) bezeichnet. Im 19. Jahrhundert bildete dieser Ortsteil ein Vorwerk des Gutes Oberrohn und wurde von fünf Einwohnern bewohnt. Die Röhrigshöfe waren administrativ mit Gräfendorf verbunden und nach Möhra eingepfarrt.
Seit den 1960er Jahren begannen sich Landarbeiter und Beschäftigte im Zementwerk am Röhrigshof niederzulassen, entlang der Straße zum Gut Oberrohn entstand so eine geschlossene Häuserzeile.